# Шваршовиці
Шваршовиці (пол. Szwarszowice) — село в Польщі, у гміні Бодзехув Островецького повіту Свентокшиського воєводства.
Населення — 394 особи (2011).
У 1975-1998 роках село належало до Келецького воєводства.

## Демографія
Демографічна структура на день 31 березня 2011 року:
|          | Загалом | Допрацездатний вік | Працездатний вік | Постпрацездатний вік |
| -------- | ------- | ------------------ | ---------------- | -------------------- |
| Чоловіки | 203     | 47                 | 132              | 24                   |
| Жінки    | 191     | 36                 | 105              | 50                   |
| Разом    | 394     | 83                 | 237              | 74                   |